# 瓦干達之眼
《瓦干達之眼》（英語：Eyes of Wakanda）是一部美國超級英雄網路動畫劇集，由托德·哈里斯為串流平台Disney+創作，故事背景設定於漫威中的虛構國家瓦干達。本劇是漫威影業開發製作的第15部電視劇，影集屬於漫威電影宇宙的系列作品之一，與漫威電影宇宙系列電影處於同一架空世界和共同世界。由漫威影業動畫與Proximity Media共同製作，劇情以瓦干達的祕密組織「戰犬」為主角，哈里斯兼任節目統籌與導演。
2021年2月，華特迪士尼影業與瑞恩·库格勒的Proximity Media簽署合作協議。並自2023年3月宣布以瓦干達為題材的動畫影集進入開發階段，於同年12月正式公布名稱。哈里斯的參與則在2024年3月宣布。不同於當時漫威影業動畫其他影集，《瓦干達之眼》設定於MCU的「神聖時間線」，並與系列電影有更緊密的聯繫。該劇的動畫製作由Axis Animation負責。
《瓦干達之眼》於2025年8月1日在線上串流媒體平台Disney+首播，四集內容一次全數上架，屬於漫威電影宇宙第六階段。

## 劇情大綱
「戰犬」是瓦干達的精銳組織，他們在世界各地執行高危險任務，以回收歷史上的振金文物。

## 演員與角色
- 溫妮·哈洛 飾 諾尼（Noni）[1]
- 克萊斯·威廉斯 飾 恩卡帝（Nkati）／獅子（The Lion）[1][5]
- 派翠西亞·貝兒雪（英语：Patricia Belcher） 飾 阿基亞（Akeya）[6]
- 拉里·赫龍 飾 巴凱（B'Kai）／門農[6]
- 亞當·戈爾德 飾 阿基利斯[7]
- 基夫·范登霍伊維爾（英语：Kiff VandenHeuvel） 飾 奧德修斯。[7]
- 耶爾曼·古爾 飾 帕里斯[7]
- 喬安娜·卡拉費蒂斯 飾 海倫[7]
- 雅克·科利蒙（英语：Jacques Colimon） 飾 巴沙（Basha）[6]
- 肖喬娜（英语：Jona Xiao） 飾 喬拉妮[6]
- 艾薩克·羅賓森-史密斯 飾 伊博（Ebo）[6]
- 蓋瑞·安東尼·威廉斯（英语：Gary Anthony Williams） 飾 拉金（Rakim）[6]
- 齊克·阿爾頓 飾 塔法里（Tafari）[6]
- 史提夫·圖桑（英语：Steve Toussaint） 飾 庫達（Kuda）[6][8]
- 安妮卡·諾尼·蘿絲（英语：Anika Noni Rose） 飾 黑豹[6]

此外，奧圖／觀察者與艾瑞克·齊爾蒙格／恩賈達卡在本劇中以無台詞形式客串出場。

## 集數
| 集數 | 標題                         | 導演                 | 編劇        | 首播日期     |
| ---- | ---------------------------- | -------------------- | ----------- | ------------ |
| 1    | 深入獅穴 Into the Lion's Den | 托德·哈里斯          | 傑佛瑞·索恩 | 2025年8月1日 |
| 2    | 傳奇與謊言 Legends and Lies  | 約翰·方              | 馬克·伯納丁 | 2025年8月1日 |
| 3    | 失而復得 Lost and Found      | 約翰·方和托德·哈里斯 | 馬克·伯納丁 | 2025年8月1日 |
| 4    | 最後的黑豹 The Last Panther  | 托德·哈里斯          | 傑佛瑞·索恩 | 2025年8月1日 |

## 製作

### 開發
2021年2月，瑞恩·库格勒宣布，其公司Proximity Media與華特迪士尼公司簽訂一份為期五年的電視製作合作協議。庫格勒曾擔任漫威影業電影《黑豹》（2018年）及《黑豹2：瓦干達萬歲》（2022年）的編劇和導演。根據協議內容，Proximity Media將為串流平台Disney+開發一部以虛構國家瓦干達為背景的戲劇影集，該國是《黑豹》系列電影的主要舞台。庫格勒當時正與漫威影業的凱文·費吉、路易斯‧斯波西托（|Louis D'Esposito）及維多利亞·阿朗素共同開發該影集。
好萊塢報導記者理查德·紐比（Richard Newby）認為，該影集有望進一步擴展瓦干達的神話體系，並向於2020年8月逝世、曾在漫威電影宇宙|中飾演帝查拉／黑豹的查德維克·博斯曼致敬。紐比表示，該影集亦可探索更多角色與設定，例如恩巴庫及賈巴里部落部落、艾瑞克·齊爾蒙格／恩賈達卡的過往經歷、帝查拉之父帝查卡擔任黑豹期間的故事，或是朵拉親衛隊等瓦干達的全女性特種部隊。紐比還指出，該影集可能引入更多漫畫角色進入漫威電影宇宙，例如第一代黑豹巴申加、加入多拉·米拉傑的青少年行動者神聖女王·賈斯蒂斯（Queen Divine Justice），或是紐約市警局警官卡斯帕·寇爾／白虎，後者亦曾承襲黑豹的稱號。
截至2022年11月，Proximity Media已開發多部以瓦干達為背景的影集。2023年3月，記者傑夫·史奈德報導，庫格勒與迪士尼正開發一部暫名為《黃金之城》（The Golden City）的動畫影集，該名稱取自瓦干達首都比爾寧扎那的別稱。製作資料顯示，《黃金之城》是最初瓦干達背景戲劇影集的工作片名。2023年4月，漫威影業高層內特·摩爾（Nate Moore）表示，他們曾討論在Disney+影集中呈現《黑豹》角色的多種方式，但也擔心此舉可能削弱該系列的「電影體驗」。同年12月，漫威影業動畫主管布萊德·溫德鮑姆在未來新作的集錦影片中正式宣布動畫影集《瓦干達之眼》。該影集將聚焦於不同時期瓦干達戰士的故事，庫格勒及Proximity Media參與製作，並由一名節目統籌負責監製。外界評論亦討論該影集是否與先前傳出以多拉·米拉傑角色奧科耶為主角的影集為同一部作品。The Root的史蒂芬妮·霍蘭德（Stephanie Holland）將本作設定與動畫影集《星際大戰：絕地傳奇》進行比較，認為兩者皆透過不同比時期的角色故事貫穿全劇。
2024年1月，前漫威影業分鏡師陶德·哈里斯被揭露曾向漫威影業及庫格勒提出本影集概念。他最初在參與2018年電影《復仇者聯盟3：無限之戰》工作期間構思此作，當時結識正在拍攝《黑豹》的庫格勒。哈里斯表示，希望本影集能結合「漫威的互聯性、歷史的互聯性與人類故事的互聯性」，並作為《黑豹》的「伴隨篇」推出。由於當時漫威影業尚未成立動畫部門，該計畫未立即推進，待動畫部門成立後才邀請哈里斯繼續推動此概念。
2024年稍晚，溫德鮑姆確認哈里斯將負責創作及執導該影集，並於2025年1月確定擔任節目統籌。哈里斯形容《Eyes of Wakanda》為「鄰近選集」（"anthology adjacent"），不同時代的短篇故事將組成一個完整的連貫敘事。他同時與庫格勒、溫德鮑姆、費吉、德埃斯波西托、津齊·庫格勒、塞夫·奧哈尼安、卡莉亞·金及達娜·瓦斯奎茲-埃伯哈特共同擔任執行製作人。

### 編劇
曾擔任動畫影集《終極蜘蛛人》編劇，並在《復仇者聯盟：正義出擊》（2013–2019）第五季擔任節目統籌的傑佛瑞·索恩是本企劃首位加入的編劇。曾參與電子遊戲《漫威1943：九頭蛇崛起》（2026）編劇工作的馬克·伯納丁亦參與此影集製作，並於2023年12月前完成本劇兩集劇本。他表示，在2019冠状病毒病疫情期間花了九個月完成創作。
《瓦干達之眼》的故事始於西方青銅時代末期，第一集設定於西元前1260年。庫格勒受海上民族啟發，此促使哈里斯與編劇團隊構思出「如果這些民族由掌握瓦干達科技與戰術的人領導，當時將帶來何等顛覆力量」的劇情前提。本劇設定於MCU的「神聖時間線」，與漫威電影宇宙電影及漫威影業真人影集}}共享同一連貫性，與漫威先前動畫系列如《無限可能：假如…？》及《蜘蛛人：你的友好鄰居》（2025年）所設定的主MCU平行宇宙不同。
創作團隊在開發故事時以電影的既有架構為基礎，向前推展故事脈絡。《瓦干達之眼》著重呈現瓦干達的核心信念，而非聚焦於當代已知角色的遠親故事。

### 選角與配音
主要配音卡司於2024年11月公布。克萊斯·威廉斯為一名名為「獅子」（the Lion）的新角角色配音。2025年5月，溫妮·哈洛被確認為角色諾尼配音，哈里斯表示該角色在劇中擔任「關鍵角色」。7月底，肖喬娜透露自己為一名鐵拳俠配音，後經確認該角色為原創角色喬拉尼。

### 動畫與設計
本劇的動畫製作由Axis Animation負責，Studio AKA繪製手繪開場片段。影像採用寬螢幕比例呈現。《瓦干達之眼》採用手繪上色動畫風格，靈感來自當代非裔美國藝術家如厄尼·巴恩斯，以及插畫家迪恩·康威爾。巴恩斯的畫風影響本劇角色誇張的身體比例設計。動畫團隊亦參考當代國際藝術創作，從現代回溯歷史，尋找可轉化為瓦干達歷史影響力的共通主題。
美術部門主管克雷格·艾利奧特與來自奈及利亞、南非及埃及等地的藝術家合作。角色設計與分鏡動畫的製作自2023年12月劇集宣布時即開始。哈里斯表示，由於劇中需描繪多個地點與不同歷史時期，該系列的宏大規模僅能透過動畫實現，他說：「在動畫中，埃及的成本與紐約市一樣，而月球的成本則和俄亥俄州一樣。」

### 音樂
本劇音樂由赫夏姆·納齊製作，他曾為漫威影業影集《月光騎士》創作配樂。

### 行銷
《瓦干達之眼》於2024年8月的D23博覽會漫威影業動畫座談會上由庫格勒與哈里斯宣傳，並釋出部分片段。該劇部分影像亦收錄於2024年10月Disney+發布的宣傳影片，該影片公布了漫威電視及漫威動畫專案至2025年底的上映時程。更多片段於2025年5月迪士尼廣告招商發表會的宣傳集錦影片中播出。

## 發行
《瓦干達之眼》於2025年8月1日在Disney+首播，首批一次釋出四集。該劇原訂於2024年播出，並曾預計於8月6日及8月27日分別上映，但最終確定於8月1日首播。首集曾於2025年6月9日在安錫國際動畫影展進行放映。

## 評價
根據評論匯總網站爛番茄匯總的20篇評論文章，90%的評論家給予該作正面評價。
在Metacritic上，8位影評人共給予了70分的分數（滿分100分），這部電影獲得了「普遍好評」。
The A.V. Club的評論家Dennis Perkins 給予本劇B級評價，並形容該劇為「一次發人深省且娛樂性十足的探究，揭示了瓦干達幕後的神秘面紗」。他同時指出，四集簡潔俐落的篇幅恰好符合這部主要以補充世界觀為目的作品的需求。

## 備註
1. ↑  依照漫威電影宇宙電視劇播出次序。
2. ↑  依照漫威電影宇宙中故事發生的時間次序，參見漫威电影宇宙#時間線。

## 外部連結
- 官方网站  at Marvel.com
- 互联网电影数据库（IMDb）上《瓦干達之眼》的资料（英文）